# Uraecium derridicola
Uraecium derridicola är en svampart som beskrevs av Cummins 1937. Uraecium derridicola ingår i släktet Uraecium, ordningen Pucciniales, klassen Pucciniomycetes, divisionen basidiesvampar och riket svampar.   Inga underarter finns listade i Catalogue of Life.